# Jorge Burgos

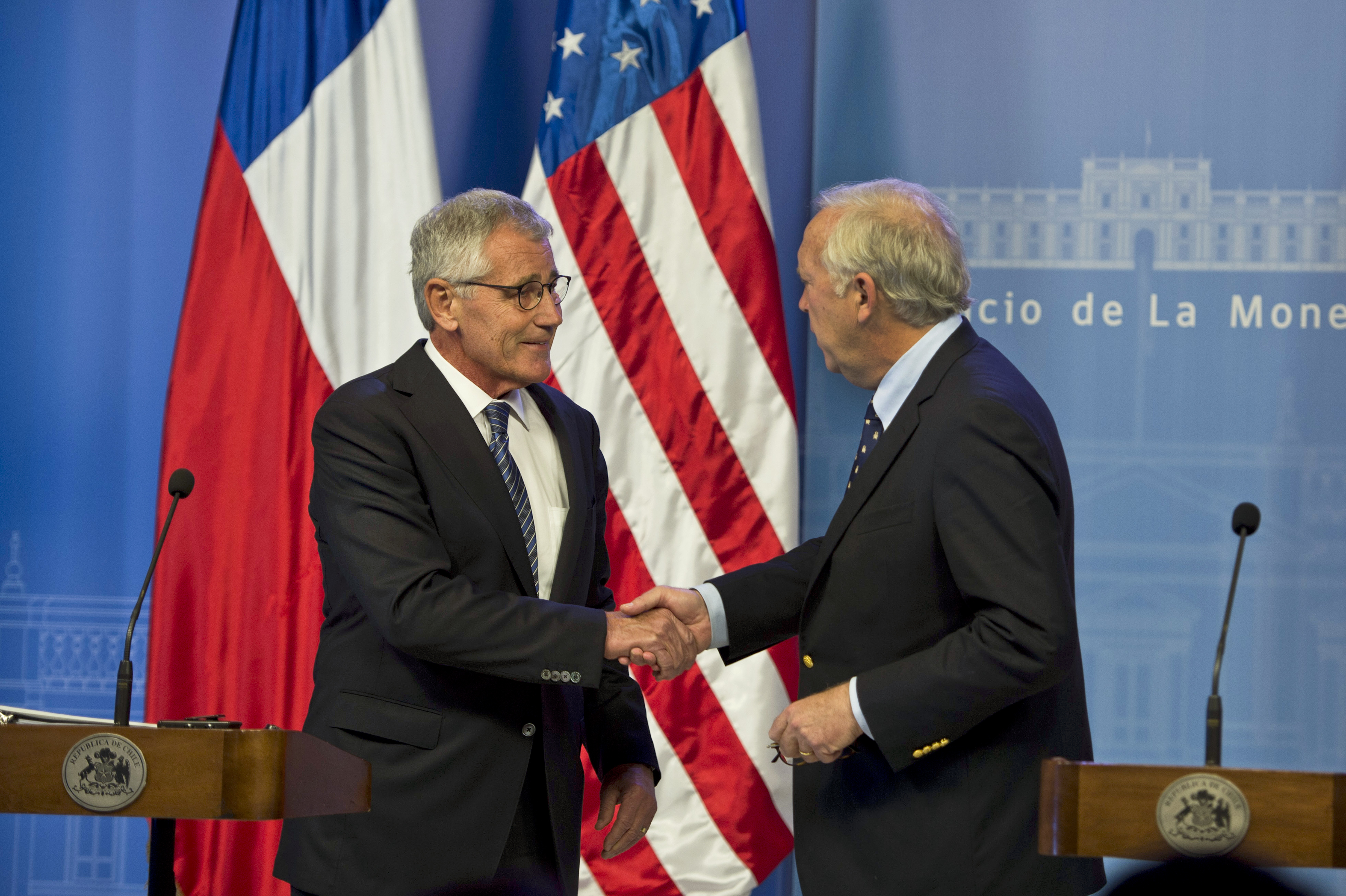
Burgos como ministro de Defensa (a la derecha) junto a su par estadounidense Chuck Hagel en 2014.

Jorge Alfonso Burgos Varela (Santiago, 24 de junio de 1956) es un abogado y político chileno, exmilitante de la Democracia Cristiana (DC). Fue diputado por el distrito n.° 21 (correspondiente a Providencia y Ñuñoa), durante tres periodos consecutivos, entre 2002 y 2014, y ministro de Estado en las carteras de Defensa Nacional (2014-2015) e Interior y Seguridad Pública (2015-2016) bajo el segundo gobierno de la presidenta Michelle Bachelet (2014-2018).
Durante 2019 fue miembro del directorio de Azul Azul S.A., administradora del Club Universidad de Chile.

## Biografía

### Funcionario de los gobiernos de la Concertación
De profesión abogado, cursó sus primeros estudios en el colegio San Ignacio El Bosque y más tarde en la Facultad de Derecho de la Universidad de Chile, donde inició sus actividades políticas en 1975. Al año siguiente ingresa a la Democracia Cristiana.
Desde 1990 ha desarrollado una importante labor en el Gobierno: así es como entre ese año y 1993 se desempeña como Jefe de Gabinete y Asesor Jurídico del Ministro del Interior, y en 1992 se convierte en Intendente subrogante de la Región Metropolitana por tres meses.
Además, cumplió funciones como Subsecretario de Guerra desde 1993 hasta 1996, año en que es destinado a Ecuador como embajador de Chile, finalizando su designación en el año 2000 para asumir como Subsecretario del Interior. Al año siguiente deja su cargo para presentar su candidatura a diputado por el distrito n.° 21 (Providencia y Ñuñoa) en las elecciones parlamentarias de ese año, donde fue elegido para el período legislativo 2002 a 2006.

### Diputado
Asumió como diputado el 11 de marzo de 2002. Durante su gestión, presidió la Comisión Permanente de Constitución, Legislación y Justicia; e integró la de Defensa Nacional. También, fue miembro de la Comisión Especial de Drogas; y presidió la Comisión sobre Seguridad Ciudadana. Además, participó en las comisiones investigadoras sobre Irregularidades en la Casa de Moneda, y sobre Irregularidades en el Servicio de Aduanas de Los Andes. En 2005, fue elegido jefe de la bancada de Diputados de la Democracia Cristiana y el 11 de marzo de 2006 hasta el 20 de marzo de 2007, asumió como primer vicepresidente de la Cámara de Diputados.
En las elecciones de 2005 fue reelegido para el período legislativo 2006-2010, habiendo obtenido el 27,3% de los votos. Integró las comisiones permanentes de Derechos Humanos, Nacionalidad y Ciudadanía; Defensa Nacional; Constitución Legislación y Justicia; y Seguridad Ciudadana y Drogas. Además, fue miembro de la Comisión Investigadora del Plan Transantiago y de la Comisión Especial de Estudio del Régimen Político Chileno. También, participó en los grupos interparlamentarios chileno-colombiano, chileno-ecuatoriano y chileno-jordano. Además, formó parte de la Comitiva Oficial Presidencial durante un viaje a Colombia.
En las elecciones parlamentarias de diciembre de 2009 fue reconfirmado en su cargo, por un tercer periodo, por el mismo Distrito N.º 21, para el periodo legislativo 2010-2014. Fue integrante de las comisiones permanentes de Seguridad Ciudadana y Drogas; de Defensa Nacional; y de Constitución, Legislación y Justicia. Forma parte del Comité Parlamentario del Partido Demócrata Cristiano. Para las elecciones parlamentarias de noviembre de 2013 decidió no presentarse a la reelección por un nuevo periodo.

### Ministro de Bachelet
El 24 de enero de 2014 la presidenta electa Michelle Bachelet anunció que sería el ministro de Defensa de su segundo gobierno. Burgos asumió el cargo el 11 de marzo de 2014.
En el cambio de gabinete del 11 de mayo de 2015 dejó la cartera de Defensa y fue nombrado por la presidenta Michelle Bachelet como ministro del Interior y Seguridad Pública, en reemplazo de Rodrigo Peñailillo. Presentó su renuncia al cargo el 8 de junio de 2016.

### Directorio de Azul Azul
Desde el 22 de abril de 2019, junto con Rodrigo Goldberg y Sergio Vargas, es miembro del directorio de Azul Azul S.A., administradora del Club Universidad de Chile. Así se integró a la plana mayor de la concesionaria que al momento vive una crisis deportiva. Jorge Burgos junto a Mario Conca, Arturo Miranda, José Luis Navarrete, Gonzalo Rojas, Daniel Schapira y Eduardo Schapira, comparte la mesa del directorio en los puestos de la denominada serie B. Renuncia al directorio a fines de 2019.

## Historial electoral

### Elecciones parlamentarias de 2001
- Elecciones parlamentarias de 2001 a Diputado por el distrito 21 (Ñuñoa y Providencia)[6]

### Elecciones parlamentarias de 2005
- Elecciones parlamentarias de 2005 a Diputado por el distrito 21 (Ñuñoa y Providencia)[7]

### Elecciones parlamentarias de 2009
- Elecciones parlamentarias de 2009 a Diputado por el distrito 21 (Ñuñoa y Providencia)[8]